# Carina Ljungdahl
Anita Carina Ljungdahl (ur. 21 lutego 1960 w Filipstad) – szwedzka pływaczka, uczestniczka Letnich Igrzyskach Olimpijskich 1980.
Na igrzyskach w Moskwie w 1980 roku w rywalizacji na 100 metrów stylem dowolnym odpadła już w pierwszej rundzie, natomiast w sztafecie 4 × 100 metrów także stylem dowolnym, wraz z Tiną Gustafsson, Agnetą Mårtensson i Agnetą Eriksson, zajęła 2. miejsce, przegrywając jedynie z przedstawicielkami NRD.